# Phyllodactylus davisi
Phyllodactylus davisi är en ödleart som beskrevs av  Dixon 1964. Phyllodactylus davisi ingår i släktet Phyllodactylus och familjen geckoödlor. IUCN kategoriserar arten globalt som livskraftig. Inga underarter finns listade i Catalogue of Life.